# Campionato mondiale di scherma 1954
Il Campionato mondiale di scherma del 1954 si è svolto a Città di Lussemburgo, in Lussemburgo.
Sono stati assegnati 2 titoli femminili e 6 titoli maschili:
- femminile
  - fioretto individuale
  - fioretto a squadre
- maschile
  - fioretto individuale
  - fioretto a squadre
  - sciabola individuale
  - sciabola a squadre
  - spada individuale
  - spada a squadre

## Risultati

### Uomini
| Evento                          | Oro | Argento | Bronzo                                                                                                   |
| Spada                           | | | |
| Spada individuale (dettagli)    | Edoardo Mangiarotti                                                                                             | Carlo Pavesi                                                                                                  | Franco Bertinetti                                                                                        |
| Spada a squadre (dettagli)      | Italia Giorgio Anglesio Franco Bertinetti Giuseppe Delfino Armando Dellantonio Carlo Pavesi Edoardo Mangiarotti | Svezia Per Carleson Sven Fahlman Carl Forssell Bengt Ljungquist Berndt-Otto Rehbinder Nils Rydström           | Francia Daniel Dagallier Yves Dreyfus Maurice Huet Armand Mouyal Jean-Pierre Muller Claude Nigon         |
| Fioretto                        | | | |
| Fioretto individuale (dettagli) | Christian d'Oriola                                                                                              | Edoardo Mangiarotti                                                                                           | Giancarlo Bergamini                                                                                      |
| Fioretto a squadre (dettagli)   | Italia Giancarlo Bergamini Manlio Di Rosa Roberto Ferrari Edoardo Mangiarotti Renzo Nostini Antonio Spallino    | Francia Claude Bancilhon René Cintrat Roger Closset Christian d'Oriola Claude Netter Adrien Rommel            | Ungheria Aladár Gerevich József Gyuricza József Marosi Endre Palócz Bertalan Szőcs Endre Tilli           |
| Sciabola                        | | | |
| Sciabola individuale (dettagli) | Rudolf Kárpáti                                                                                                  | Pál Kovács | Tibor Berczelly                                                                                          |
| Sciabola a squadre (dettagli)   | Ungheria Tibor Berczelly Aladár Gerevich Rudolf Kárpáti Pál Kovács Dániel Magay Bertalan Papp                   | Polonia Jerzy Pawłowski Wojciech Zabłocki Zygmunt Pawlas Jerzy Twardokens Andrzej Piątkowski Marian Kuszewski | Francia Jean Brousse Jacques Lefèvre Jean Levavasseur Bernard Morel Jacques Roulot Jean-François Tournon |

### Donne
| Evento                          | Oro                                                                                              | Argento                                                                           | Bronzo |
| Fioretto                        |                                                                                                  |                                                                                   | |
| Fioretto individuale (dettagli) | Karen Lachmann                                                                                   | Ilona Elek                                                                        | Renée Garilhe                                                                                              |
| Fioretto a squadre (dettagli)   | Ungheria Ilona Elek Margit Elek Katalin Kiss Magdolna Nyári-Kovács Zsuzsanna Morvay Magda Zsabka | Italia Irene Camber Velleda Cesari Bruna Colombetti Vera Mantovani Silvia Strukel | Francia Kate Bernheim Renée Garilhe Françoise Gouny Marguerite Lavagne Françoise Mailliard Régine Veronnet |

## Medagliere
| Posizione | Nazione   |   |   |   | Totale |
| --------- | --------- | - | - | - | ------ |
| 1         | Italia    | 3 | 3 | 2 | 8      |
| 2         | Ungheria  | 3 | 2 | 2 | 7      |
| 3         | Francia   | 1 | 1 | 4 | 6      |
| 4         | Danimarca | 1 | 0 | 0 | 1      |
| 5         | Polonia   | 0 | 1 | 0 | 1      |
| 5         | Svezia    | 0 | 1 | 0 | 1      |
| Totale    | Totale    | 8 | 8 | 8 | 24     |